# Facultad de Física (Universidad de La Laguna)
La Sección de Física de la Facultad de Ciencias de la Universidad de La Laguna, proviene la antigua Facultad de Física  creada en 1989 y se localiza en el campus de Anchieta. En ella se imparte el Grado en Física y los másters Máster Universitario en Astrofísica, Máster Universitario en Energías Renovables y el Máster en Nanociencia y Nanotecnología Molecular (Interuniversitario).
El área de física, se sitúa consistentemente como el área más destacada de la Universidad de la Laguna según los indicadores del conocido  Ranking de Shaghai, situándose en la edición publicada en el año 2020 en el intervalo 201–300 de las 500 mejores instituciones del mundo en este ámbito.

## Instalaciones
La Sección de Física comparte edificio con la Sección de Matemáticas. Este edificio, obra de los arquitectos tinerfeños Francisco Artengo Rufino y José Ángel Domínguez Anadón, fue construido entre los años 1990 y 1993. Se proyecta en forma de ‘L’, generando un espacio en su parte delantera donde se ubica una plaza con zona ajardinada y que lleva el nombre del profesor Nácere Hayek. La parte Norte de esa ‘L’ corresponde a la Sección de Física y la parte Este a la Sección de Matemáticas. La fachada está poblada de ventanas iguales colocadas linealmente. Esta construcción guarda similitudes con la Biblioteca General y de Humanidades, obra de los mismos arquitectos.

## Biblioteca
La Biblioteca de Matemáticas y Física, con sus 1.380 m², es una de las 15 unidades que constituyen la Biblioteca de la Universidad de La Laguna y agrupa los fondos de estas dos secciones.

## Departamentos
- Departamento de Física
- Departamento de Astrofísica

## Estadísticas
| 1998/99 | 1999/00 | 2000/01 | 2001/02 | 2002/03 | 2003/04 | 2004/05 | 2005/06 | 2006/07 | 2007/08 | 2008/09 | 2009/10 | 2015/16 | 2016/17 | 2017/18 | 2018/19 | 2019/20 |
| ------- | ------- | ------- | ------- | ------- | ------- | ------- | ------- | ------- | ------- | ------- | ------- | ------- | ------- | ------- | ------- | ------- |
| 580     | 672     | 665     | 611     | 581     | 474     | 392     | 334     | 280     | 261     | 237     | 226     | 269     | 279     | 291     | 293     | 304     |

A los 226 alumnos matriculados en curso 2009/10 en el primer y segundo ciclo de la licenciatura o en el grado, hay que sumarle otros sesenta y cuatro estudiantes de posgrado que cursan alguno de los másteres impartidos en esta facultad.